# الفراني
الفراني (بالعبرية: תל פורן، تلفظ: تل بوران)، (بالإنجليزية: AL-FARANI، تلفظ:الفراني)، مكان مذكور في التوراة يقع في فلسطين على بعد حوالي 3.5 كيلو متر إلى الشرق من البحر الأبيض المتوسط ما بين أسدود وعسقلان، وتبلغ مساحته حوالي 10 هكتار، كان الموقع ومأهولاً بالسكان خلال المراحل الثلاث الأولى من العصر البرونزي القديم ومحصناً فقط خلال المرحلة الثالثة من العصر البرونزي القديم.
تل الفراني يعتبر أحد المواقع الاثرية في بلدة حمامة قضاء عسقلان حيث ان هذا المعلم عبارة عن تل أثري فيه بقايا سكان من العهد الكنعاني القديم حتى العهد البيزنطي وكشفت التنقيبات عن تحصينات كنعانية في هذا التل، وتل الفراني يقع في الشمال الشرقي من حمامة قضاء عسقلان قرب الضفة الجنوبية للمجرى الأوسط لوادي الأبطح إلى الغرب مباشرة من الخط الحديدي الواصل بين اللد و غزة ،وهذا التل يقع في املاك عائلة الفراني (الحمامية).